# Wilhelm Ziegeler (Politiker)
Wilhelm Ziegeler (* 18. Januar 1891 in Riede, Kreis Syke; † 5. August 1958 in Hamburg) war ein deutscher Politiker der DP.

## Partei
In der Weimarer Republik gehörte der promovierte Jurist Ziegeler der DNVP an. Nach dem Zweiten Weltkrieg beteiligte er sich zunächst an der Hamburger Rechten, die sich als Nachfolgeorganisation der DNVP in der Hansestadt verstand. Als diese sich am Sommer 1946 mit dem Hamburger Landesverband von Reinhold Wulles Deutscher Aufbaupartei zur Deutschen Konservativen Partei vereinigte, stand Ziegeler gemeinsam Rudolf Duckstein und Erwin Jacobi (beide DAP) an der Spitze der Hamburger Konservativen. Anfang 1947 wechselte er gemeinsam mit Jacobi zur DP über. 

## Abgeordneter
Ziegeler gehörte 1949 bis 1957 der Hamburgischen Bürgerschaft an, 1949 bis 1953 war er gleichzeitig Bezirksabgeordneter im Verwaltungsbezirk Wandsbek.

## Öffentliche Ämter
Ziegeler war 1953 bis 1957 Finanzsenator der Freien und Hansestadt Hamburg.
| Personendaten    | Personendaten                       |
| ---------------- | ----------------------------------- |
| NAME             | Ziegeler, Wilhelm                   |
| KURZBESCHREIBUNG | deutscher Politiker (DAP, DP), MdHB |
| GEBURTSDATUM     | 18. Januar 1891                     |
| GEBURTSORT       | Riede                               |
| STERBEDATUM      | 5. August 1958                      |
| STERBEORT        | Hamburg                             |